# استر فیلیپس
استر فیلیپس (انگلیسی: Esther Phillips؛ ۲۳ دسامبر ۱۹۳۵ – ۷ اوت ۱۹۸۴) یک موسیقی‌دان اهل ایالات متحده آمریکا بود.